# Giovanni Raboni
Giovanni Raboni (* 22. Januar 1932 in Mailand; † 16. September 2004 in Parma) war ein italienischer Lyriker, Übersetzer und Literaturkritiker.

## Leben
Raboni studierte Jura und arbeitete mehrere Jahre als Rechtsanwalt und Verlagsberater, bevor er begann, Film-, Theater- und Literaturkritiken für Zeitschriften wie Paragone und Quaderni piacentini zu schreiben. Ab 1987 war er Theaterkritiker beim Corriere della sera. Er übersetzte Werke französischer Schriftsteller wie Charles Baudelaire, Stéphane Mallarmé, Gustave Flaubert und Guillaume Apollinaire sowie literaturkritische Schriften ins Italienische. Für seine Übersetzung von Marcel Prousts Auf der Suche nach der verlorenen Zeit (1983–93) erhielt er 1994 den Übersetzerpreis des Prix Aristeion.
Sein erster erfolgreicher Gedichtband Le case della Vetra erschien 1966. Es folgten weitere Gedichtbände, Prosatexte und Essays. 2002 wurde er mit dem Premio Moravia ausgezeichnet.
Von 1981 bis zu seinem Tod war Raboni der Lebensgefährte der Schriftstellerin Patrizia Valduga (* 1953).

## Werke
- Il catalogo è questo, Gedichte, 1961
- L’insalubrità dell’aria, Gedichte, 1963
- Le case della Vetra, Gedichte, 1966
- Economia della paura, Gedichte, 1971
- Cadenze d’inganno, Gedichte, 1975
- Poesia degli anni Sessanta, Essays, 1976
- Il più freddo anno di grazia, Gedichte, 1977
- La fossa di Cherubino, Prosa, 1980
- Poesia italiana contemporanea, Literaturkritiken, 1980
- Quaderno in prosa, Essays, 1981
- Nel grave sogno, Gedichte, 1982
- Canzonette mortali, Gedichte, 1986
- I bei tempi dei brutti libri, Essays, 1988
- A tanto caro sangue, Gedichte, 1988
- Versi guerrieri e amorosi, Gedichte, 1990
- Ogni terzo pensiero. Gedichte, 1994
- Quare tristis, Gedichtsammlung, 1998
- Rappresentazione della croce, poema teatrale, 2000
- Barlumi di storia, Gedichtsammlung, 2002
- Il libro del giorno 1998–2003, Literaturkritiken, 2009

Als Übersetzer
- Patrizia Valduga (Hrsg.): Breviario proustiano. Massime e sentenze della Recherche. Letture Einaudi, 2011, ISBN 978-88-06-20845-5 (einaudi.it).